# البنك الوطني الأوكراني
البنك الوطني الأوكراني (بالأوكرانية:Національний банк України) هو المصرف المركزي لدولة أوكرانيا،ويعود تاريخ تشييد مبنى البنك ما بين 1902 و 1934، في 9 فوليتسيا إينستيتوتسكا (شارع المعهد)، في كييف.

## التاريخ
كان البنك الأوكراني بداية أحد فروع بنك الإتحاد السوفياتي، وبعد تفكك الاتحاد وانفصال أوكرانيا عنه في أواخر عام 1991، تأسس البنك الأوكراني عام 1992، وفقا لما نص به قانون أصدره البرلمان الأوكراني الخاص بالمصارف والنظام المصرفي في 1 ماي 1991

## العملة
بعد الإصلاح الاقتصادي الأوكراني مابين 1994-1996 استرجعت أوكرانيا عملتها القديمة الهريفنا، ووفقا للمادة 99 من الدستور لعام 1996، 
.

## رؤساء البنك الوطني الأوكراني
| Gouverneur          | En fonction |
| ------------------- | ----------- |
| ماتفيينكو فولوديمير | 1991 - 1992 |
| فاديم هيتمان        | 1992        |
| فيكتور يوشتشينكو    | 1993 - 2000 |
| فولوديمير ستيلماخ   | 2000 - 2002 |
| سيرجي تيجويبكو      | 2002 - 2004 |
| فولوديمير ستيلماخ   | 2004 - 2010 |
| سيرهي أربوزوف       | 2010 - 2012 |
| إيهور سوركين        | 2013- الآن  |